# Franciszek Majchrowicz
Franciszek Majchrowicz (ur. 3 października 1858 w Kałuszu, zm. 2 lipca 1928 we Lwowie) – polski nauczyciel, filolog klasyczny, pedagog, dydaktyk, teoretyk i praktyk nauczania.

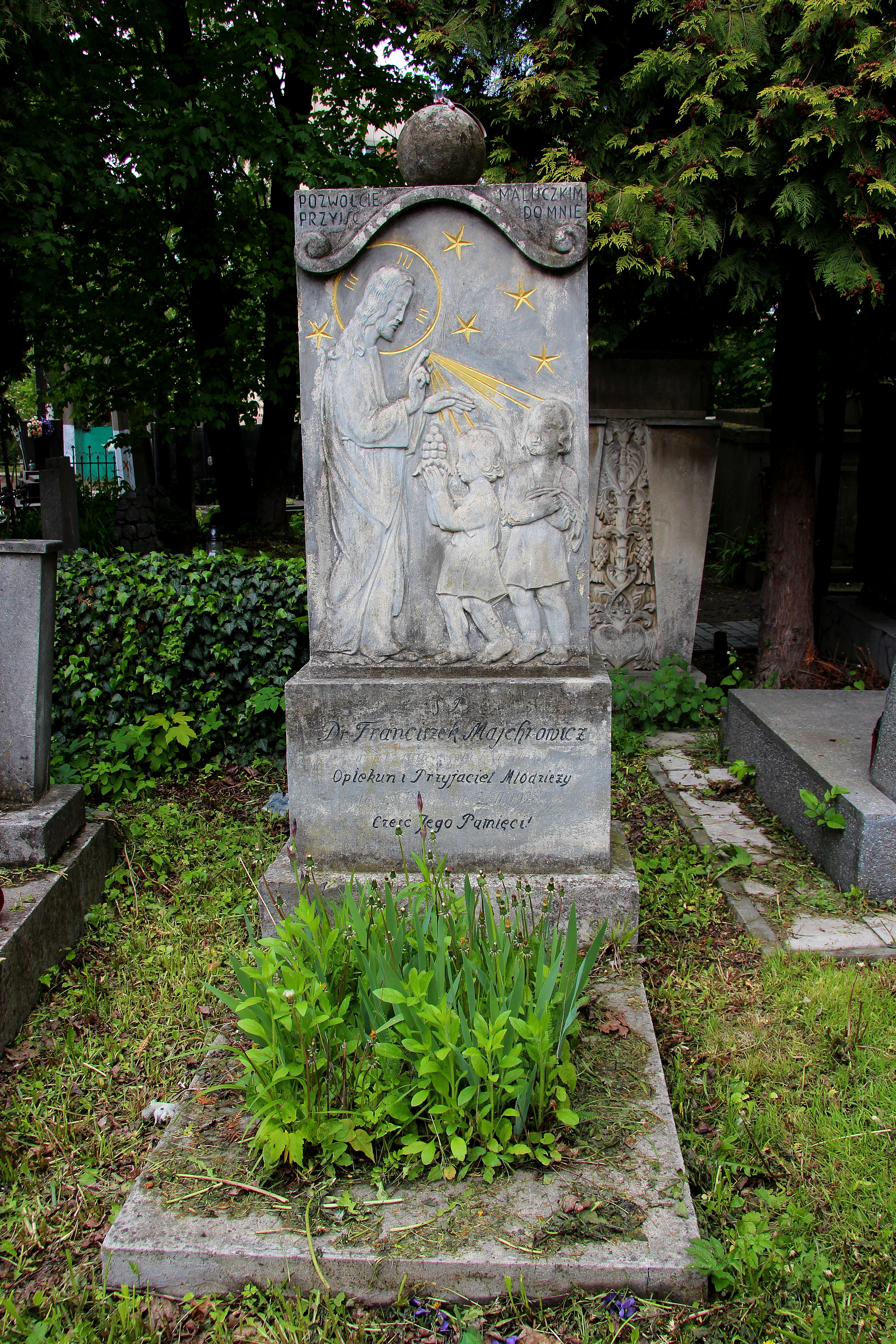
Nagrobek Franciszka Majchrowicza

## Życiorys
Franciszek Majchrowicz urodził się 3 października 1858 w Kałuszu. Od 1870 uczył się w C. K. Gimnazjum w Stanisławowie, gdzie w 1877 ukończył z wynikiem celującym VIII klasę i zdał chlubnie egzamin dojrzałości (w jego klasie byli m.in. Jan Hanusz, Józef Wiczkowski, Karol Zaleski). Następnie studiował filologię klasyczną na Uniwersytecie Lwowskim. W 1883 zdał egzamin nauczycielski. W 1890 uzyskał stopień doktora. Studia, głównie w zakresie pedagogii, kontynuował w Berlinie, Lipsku, Halle.
Dekretem z 14 marca 1881 jako kandydat stanu nauczycielskiego został przydzielony do C. K. II Gimnazjum we Lwowie z językiem niemieckim wykładowym. W szkole uczył języka łacińskiego, języka polskiego, języka greckiego. Stamtąd reskryptem z 18 sierpnia 1884 C. K. Ministra Wyznań i Oświecenia został mianowany nauczycielem rzeczywistym w C. K. Gimnazjum w Sanoku. W szkole uczył języka łacińskiego, języka greckiego, języka niemieckiego. W maju 1886 zakwaterował w swoim domu osiadłego w Sanoku swojego szkolnego przyjaciela, lekarza dr. Karola Zaleskiego. Wkrótce potem, rozporządzeniem ministerstwa z 14 lipca 1886 został przeniesiony do macierzystego C. K. Gimnazjum w Stanisławowie. Tam, od końca lat 80. z tytułem c. k. profesora, uczył łaciny i greki. W roku szkolnym 1891/1892 otrzymał urlop do celów naukowych. Reskryptem ministerstwa z 24 czerwca 1892 został przeniesiony ze Stanisławowa do C. K. Gimnazjum Franciszka Józefa we Lwowie (w miejsce dr. Przemysława Niementowskiego). Tam uczył łaciny, greki.
Najwyższym postanowieniem cesarza Franciszka Józefa z 10 września 1897 otrzymał posadę c. k. dyrektora C. K. Gimnazjum im. Franciszka Józefa w Drohobyczu. W szkole uczył języka greckiego, języka polskiego, języka łacińskiego. W czasie dyrektorowania w Drohobyczu był także zastępcą przewodniczącego C. K. Rady Szkolnej Okręgowej, od 1897 do 1902 radnym miejskim, zastępcą komisarza rządowego w magistracie miasta, oraz członkiem Rady C. K. powiatu drohobyckiego (z grupy większych posiadłości) oraz  zastępcą przewodniczącego wydziału Kasy Zaliczkowej.
W 1902 został przydzielony do służby w C. K. Radzie Szkolnej Krajowej. W tej instytucji do 1918 sprawował stanowisko krajowego inspektora szkół średnich. W swojej pracy przewodził egzaminom dojrzałości w gimnazjach. Pełnił służbę z tytułem i charakterem radcy dworu. Przyczynił się do rozwoju gimnazjów klasycznych w Galicji. Równolegle od 1903 był delegatem RSK do komisji urządzającej Polskie Muzeum Szkolne we Lwowie, od 1906 do 1915 do zarządu tegoż, a od 1916 do 1925 prezesem PMS.
Po odzyskaniu przez Polskę niepodległości i usunięciu typu klasycznego ze szkół został przeniesiony w stan spoczynku około 1920. Był też członkiem Państwowej Komisji Egzaminacyjnej dla Kandydatów na Nauczycieli Szkół Średnich we Lwowie. Powróciwszy do pracy nauczycielskiej od 1922 do 1925 był dyrektorem prywatnego Gimnazjum Żeńskiego obu Sióstr Najświętszej Rodziny z Nazaretu (Nazaretanek) we Lwowie, gdzie uczył łaciny i greki oraz dyrektorem Seminarium Nauczycielskiego Żeńskiego Nazaretanek.
Publikował prace w dziedzinie filologii klasycznej i pedagogicznej oraz tłumaczenia innych autorów. Sporządzał biografie pisarzy z dziedziny pedagogii, brał udział w zjazdach naukowych. Wraz z Mieczysławem Baranowskim założył i wydawał czasopismo „Rodzina i Szkoła” (1896-1899). Publikował w periodyku „Muzeum”. Około 1901/1902 został członkiem Komisji Literackiej Akademii Umiejętności.
Zmarł 2 lipca 1928 we Lwowie. Został pochowany na Cmentarzu Łyczakowskim we Lwowie (nagrobek wykonał Witold Wincenty Rawski).

## Publikacje
- De Horatio et Iuvenale satirarum auctioribus (1882)[2]
- Historia anni 1683 ex annalibus Stanislai Josephi Bieżanowski excerpta. Ex codice manuscripto bibliothecae Ossolinensis nunc primum  editit  Franciscus Majchrowicz (1884)[38]
- Aristophanes w stosunku do współczesnych komediopisarzy (1889)[39][2]
- Demostenesa mowy przeciwko Filipowi (1889, tłumaczenie)[2]
- Sofoklesa Antigona, Edyp Król, Aias, Elektra (1889-1891, wydanie Szuberta)[2]
- T. Livii ab urbe conditia libri I.II.XXI.XXII (1892, oraz Zingerle, kilka wydań)[2][40]
- W sprawie egzaminu dojrzałości (1895)[2]
- Prywatne żeńskie seminarya nauczycielskie, ich organizacya i zadania (1897)
- Historya pedagogii dla użytku seminaryów nauczycielskich (1901, łącznie pięć wydań)[2]
- Wyrabianie samodzielności u młodzieży (1905)[2]
- Historja pedagogji dla użytku seminarjów nauczycielskich i nauki prywatnej. T. 1 (1920)
- Historja pedagogji dla użytku seminarjów nauczycielskich i nauki prywatnej. T. 2 (1920)
- Historja pedagogji ze szczególnym uwzględnieniem dziejów wychowania i szkół w Polsce (1922)
- Wielka reforma szkolna ks. Stanisława Konarskiego i Komisji Edukacji Narodowej. W setną pięćdziesiątą rocznicę zgonu i ustanowienia Komisji Edukacji Narodowej (1923)
- Studia i materiały do dziejów oświaty w Polsce XVIII w. (1923)[2]

## Odznaczenia
austro-węgierskie
- Medal Jubileuszowy Pamiątkowy dla Cywilnych Funkcjonariuszów Państwowych[31]
- Krzyż Jubileuszowy dla Cywilnych Funkcjonariuszów Państwowych[31]